# Idealreaktor
Chemische Reaktionen finden in der Chemischen Reaktionstechnik in Reaktoren statt. Da die Hydrodynamik solcher Reaktoren äußerst kompliziert ist, werden diese Reaktoren idealisiert betrachtet. Dies nennt man Idealreaktor (abgekürzt IR).
Das bedeutet, dass mathematisch schwierig erfassbare reale Bedingungen, die in der Praxis jedoch immer in einem gewissen Rahmen vorhanden sind, z. B. unvollständige Rückvermischung oder turbulente Strömung mit laminaren Bereichen an der Reaktorwand, durch einfache Bedingungen ersetzt werden, z. B. durch vollständige Rückvermischung oder ideale Pfropfenströmung. Dies ermöglicht es, Konzentrations- oder Temperaturverläufe als analytische Lösung der Bilanz-Differentialgleichungen zu gewinnen.

## Die Grundlagen der Berechnung von Konzentrations- und Temperaturverläufen
Als Basis der Reaktorberechnung dienen die Erhaltungsgleichungen für Masse und Energie, welche zuerst in allgemeiner Schreibweise für eine Komponente dargestellt sind:
Masse: {\displaystyle {\frac {\partial c}{\partial t}}=-\nabla \cdot (c\cdot {\vec {u}})+\nabla \cdot (D\cdot \nabla c)+\nu \cdot r}
Dabei steht {\displaystyle c} für die molare Konzentration, {\displaystyle {\vec {u}}} für die Strömungsgeschwindigkeit, {\displaystyle D} für den Diffusionskoeffizienten und {\displaystyle \nu \cdot r} für eine Reaktion {\displaystyle {\ce {\nu A ->[k_A] P}}}, wobei {\displaystyle \nu } der stöchiometrische Koeffizient der Komponente A und {\displaystyle r} die Reaktionsgeschwindigkeit ist. Im einfachsten Fall einer Reaktionskinetik erster Ordnung entspricht der Term {\displaystyle \nu \cdot r} = {\displaystyle -k_{A}\cdot c_{A}}. Wird obige Gleichung auf eine Dimension reduziert ergibt sich folgender Ausdruck:
{\displaystyle {\frac {\partial c}{\partial t}}=-u\cdot {\frac {\partial c}{\partial x}}+D\cdot {\frac {\partial ^{2}c}{\partial x^{2}}}+\nu \cdot r}
Dabei wird angenommen, dass sowohl die Strömungsgeschwindigkeit, als auch der Diffusionskoeffizient nicht vom Ort abhängen. Mithilfe dieser Gleichung können die Konzentrationsverläufe von dem kontinuierlichen/diskontinuierlichen Rührkessel und dem idealen Strömungsrohr hergeleitet werden.
Energie: {\displaystyle {\frac {\partial T}{\partial t}}=-\nabla \cdot (T\cdot {\vec {u}})+\nabla \cdot \left({\frac {\lambda }{c_{\mathrm {p} }\cdot \rho }}\cdot \nabla T\right)+{\frac {(-\Delta _{R}H)\cdot r}{c_{\mathrm {p} }\cdot \rho }}+{\frac {k\cdot A}{c_{\mathrm {p} }\cdot \rho \cdot V_{R}}}\cdot (T_{K}-T)}
Dabei steht {\displaystyle T} für die Temperatur des Reaktionsmediums, {\displaystyle \lambda } für die Wärmeleitfähigkeit des Reaktionsmediums, {\displaystyle c_{\mathrm {p} }} für die Wärmekapazität des Reaktionsmediums, {\displaystyle \rho } für die Dichte des Reaktionsmediums, {\displaystyle \Delta _{R}H} für die Reaktionsenthalpie der ablaufenden Reaktion, {\displaystyle k} für den Wärmedurchgangskoeffizienten zwischen Reaktionsmedium und Kühlmittel, {\displaystyle A} für die Wärmeaustauschfläche, {\displaystyle V_{R}} für das Volumen des Reaktionsmediums und {\displaystyle T_{K}} für die Temperatur des Kühlwassers. Auch diese Gleichung kann auf eine Dimension reduziert werden, wodurch sich folgender Ausdruck ergibt.
{\displaystyle {\frac {\partial T}{\partial t}}=-u\cdot {\frac {\partial T}{\partial x}}+{\frac {\lambda }{c_{\mathrm {p} }\cdot \rho }}\cdot {\frac {\partial ^{2}T}{\partial x^{2}}}+{\frac {(-\Delta _{R}H)\cdot r}{c_{\mathrm {p} }\cdot \rho }}+{\frac {k\cdot A}{c_{\mathrm {p} }\cdot \rho \cdot V_{R}}}\cdot (T_{K}-T)}
Dabei wird angenommen, dass sowohl die Strömungsgeschwindigkeit, als auch die Wärmeleitfähigkeit nicht vom Ort abhängen.
Im Allgemeinen wird zwischen folgenden idealen Reaktoren unterschieden:

## Diskontinuierlicher Betrieb
Beim diskontinuierlichen Betrieb wird der leere Reaktor mit den Ausgangsstoffen und den gegebenenfalls notwendigen Lösemitteln befüllt, und die chemische Reaktion läuft an. Nach Abschluss der Reaktion wird der Inhalt mit den Produkten und den übriggebliebenen Edukten entnommen. Der Reaktor wird gesäubert, bevor er wieder eingesetzt wird. Wird ein Reaktor so verwendet, so bezeichnet man ihn auch als Satzreaktor (engl.: batch reactor).

### Der diskontinuierliche, ideale Rührkessel
In einem idealen diskontinuierlichen Rührkessel (engl.: Stirred tank reactor (STR) oder auch Batch-Reaktor) wird die Reaktionsmasse vorgelegt. Die Zusammensetzung im Reaktor bzw. die Konzentrationen verändern sich dann über die Zeit:
{\displaystyle {\frac {\partial c}{\partial t}}\neq 0}.
Es erfolgt eine ideale, also beliebig schnelle Durchmischung des Reaktorinhalts. Dadurch sind im Reaktionsraum zu jedem diskreten Zeitpunkt die Konzentrationen und die Temperatur an jedem Ort gleich:
{\displaystyle {\frac {\partial c}{\partial x}}=0} und {\displaystyle {\frac {\partial T}{\partial x}}=0},
der Zustand ist also räumlich, nicht aber zeitlich, „gradientenfrei“.

## Kontinuierlicher Betrieb
Beim kontinuierlichen Betrieb wird der Reaktor an einer Stelle kontinuierlich mit neuen Edukten befüllt und diese an anderer Stelle zusammen mit den gebildeten Produkten kontinuierlich entnommen.

### Kontinuierlicher, idealer Rührkessel (KIK)
Beim kontinuierlichen, idealen Rührkessel (engl.: Continuously stirred Tank reactor (CSTR)) findet eine vollständige Rückvermischung statt. Unter „ideal“ sei hier gleichzeitig auch verstanden, dass die zufließenden Edukte mit unendlich hoher Geschwindigkeit mit der Masse im Reaktionsraum „Rührkessel“ vermischt werden.
Die Massenkonzentrationen aller Stoffe (also auch der Produkte) sind sowohl im Kessel selbst als auch im Auslauf örtlich und zeitlich konstant (örtlich und zeitlich stationär = „raumzeitstationär“):
{\displaystyle {\frac {\partial c}{\partial x}}=0} und {\displaystyle {\frac {\partial c}{\partial t}}=0}
Dies ist für reaktionstechnische und kinetische Untersuchungen positiv, weil stationär anfallende Messwerte besser oder genauer erfasst werden können.
Weil die jeweiligen Edukte im Reaktor miteinander reagieren und damit Edukt verbraucht wird, wird die Menge pro Volumeneinheit (d. h. die Konzentration) der Edukte im Reaktionsraum niedriger sein als im Zulaufstrom. Daher liegt an der Eintrittsstelle ein „Konzentrationssprung“ vor, d. h. sowie die Edukte in den Kessel kommen, ist ihre Konzentration sofort auf die im Kessel herrschende niedrigere Konzentration abgesunken:
{\displaystyle c_{\text{Kessel}}<c_{\text{Zulauf}}}

#### Anwendung des Massenerhalts auf eine Reaktion erster Ordnung
Wird die, auf eine Dimension reduzierte, Gleichung des Massenerhalts auf einen CSTR, für eine Reaktion erster Ordnung {\displaystyle {\ce {A ->[k_A] P}}}, angewendet, können die oben beschriebenen Vereinfachungen vorgenommen werden. Zusätzlich kann der Diffusionsterm, aufgrund der vollständigen Rückvermischung, vernachlässigt werden. Aufgrund der Annahme der zeitlichen Stationarität hängt die Differentialgleichung nur noch von einer Variablen ab, wodurch die partiellen Ableitungen durch Ableitungen für Funktionen einer Variablen ersetzt werden.
{\displaystyle D\cdot {\frac {\mathrm {d} ^{2}c}{\mathrm {d} x^{2}}}=0}
Wird wie oben das Innere des Reaktors betrachtet, so ist die örtliche Änderung der Konzentration gleich null. Wird der Reaktor jedoch als Bilanzraum betrachtet, in den lediglich ein Eduktstrom ein und ein Produktstrom ausfließt, kann der Teil der örtlichen Ableitung als Differenzquotient geschrieben werden.
{\displaystyle -u\cdot {\frac {\mathrm {d} c}{\mathrm {d} x}}=-u\cdot {\frac {\Delta c}{\Delta x}}=u\cdot {\frac {c_{0}-c}{L}}={\frac {1}{\tau }}\cdot (c_{0}-c)}
Wobei {\displaystyle c_{0}} die Eingangskonzentration des Edukts A und {\displaystyle \tau } die hydrodynamische Verweilzeit des Reaktors ist, welche sich wie folgt berechnet:
{\displaystyle \tau ={\frac {L}{u}}={\frac {V_{R}}{\dot {V}}}}
Die hydrodynamische Verweilzeit gibt an, wie lange das Fluid eines gegebenen Volumenstroms {\displaystyle {\dot {V}}} braucht, um durch das Volumen des Reaktors {\displaystyle V_{R}} zu strömen. Mit den gegebenen Relationen lässt sich die Gleichung des Massenerhalts wie folgt schreiben:
{\displaystyle 0={\frac {1}{\tau }}\cdot (c_{0}-c)-k_{A}\cdot c}
Wird die nun algebraische Gleichung nach der Konzentration {\displaystyle c} des Edukts A aufgelöst, kann folgender Ausdruck für die Konzentration im Reaktor bzw. am Ausgang des Reaktors erhalten werden:
{\displaystyle c={\frac {c_{0}}{1+k_{A}\cdot \tau }}={\frac {c_{0}}{1+\mathrm {Da_{I}} }}}
Hierbei wurde die Damköhler-Zahl mit der Definition {\displaystyle \mathrm {Da_{I}} =k_{A}\cdot \tau \cdot c_{0}^{n-1}} und der Reaktionsordnung {\displaystyle n=1} verwendet. Dieses Vorgehen kann für Reaktionen beliebiger Reaktionsordnung angewendet werden, indem lediglich der Reaktionsterm {\displaystyle \nu \cdot r} auf die jeweilige Reaktion angepasst wird. Reagiert die betrachtete Komponente in mehr als einer Reaktion, so setzt sich der Gesamt-Reaktionsterm additiv aus den einzelnen Reaktionen zusammen.
Bedingt durch den Volumenstrom durch den Kessel, hat die Reaktionsmasse eine begrenzte Verweildauer im Reaktionsraum – und dies „zu allem Überfluss auch noch“ mit einer Verlassens-Wahrscheinlichkeit geprägt, also nicht diskret, sondern in einer „Bandbreite“ = Verweilzeitverteilung. Für Reaktionen positiver Ordnung ist die spezifische Produktleistung daher immer kleiner als in einem Idealreaktor.

#### Rührkesselkaskade
Durch die Hintereinanderschaltung mehrerer KIK zu einer Kaskade nähert sich ein derartiges System mit steigender Anzahl der Rührkessel dem Verhalten des Idealreaktors an: ab zehn Rührkesseln ist im Realfall kein Unterschied mehr messbar.

### Ideales Strömungsrohr (IR)
In einem idealisierten, rohrförmigen Reaktor [engl.: Plug-flow reactor (PFR) bzw. Plug-flow tubular reactor (PFTR)] liegt eine Pfropfenströmung vor. Man kann sich diese Strömung als eine Wanderung einer sehr langen Reihe sehr dünner Scheibchen der Reaktionsmasse durch das Rohr vorstellen, die untereinander keinen Stoff- oder Wärmeaustausch haben.
Hier finden die Stoffumwandlungen entlang des Fließweges x statt, die Konzentrationen der Stoffe ändern sich entlang des Rohres:
{\displaystyle {\frac {\partial c}{\partial x}}\neq 0}
An einem bestimmten Ort x im Rohr hingegen liegen zu jedem Zeitpunkt die gleichen Konzentrationen vor (da die Reaktion innerhalb aller Scheibchen gleich schnell abläuft):
{\displaystyle \left.{\frac {\partial c}{\partial t}}\right|_{x}=0}
Betrachtet man den Reaktionsverlauf innerhalb eines bestimmten Scheibchens während seiner Wanderung durch das Rohr, so lässt er sich genauso betrachten wie in einem diskontinuierlichen, idealen Rührkessel:
{\displaystyle {\frac {\partial c}{\partial t}}\neq 0}
Innerhalb eines einzelnen Scheibchens (Radius R, Laufvariable r) sind zu einem bestimmten Zeitpunkt alle Konzentrationen und die Temperatur räumlich konstant:
{\displaystyle {\frac {\partial c}{\partial r}}=0} und {\displaystyle {\frac {\partial T}{\partial r}}=0}

#### Anwendung des Massenerhalts auf eine Reaktion erster Ordnung
In diesem Beispiel wird eine Reaktion erster Ordnung {\displaystyle {\ce {A ->[k_A] P}}} in einem PFR betrachtet und ein Ausdruck hergeleitet, der den Konzentrationsverlauf entlang des Rohrreaktors beschreibt. Werden die obigen Annahmen der zeitlichen Stationarität und der ausbleibenden axialen Vermischung auf die Gleichung des Massenerhalts angewendet, kann folgender Ausdruck erhalten werden:
{\displaystyle 0=-u\cdot {\frac {\mathrm {d} c}{\mathrm {d} x}}-k_{A}\cdot c}
Wobei der Diffusionsterm, durch die Forderung ausbleibender axialer Vermischung, gleich null gesetzt wird. Diese homogene Differentialgleichung erster Ordnung kann über die Trennung der Variablen integriert werden. Dabei kann als Randbedingungen der Ein- und Ausgang des Rohrreaktors verwendet werden um die Konzentration {\displaystyle c_{e}} am Ende des Reaktors zu erhalten.
{\displaystyle u\cdot \int _{c_{0}}^{c_{e}}{\frac {1}{c}}\,\mathrm {d} c=-k_{A}\int _{0}^{L}\,\mathrm {d} x}
{\displaystyle \ln \left({\frac {c_{e}}{c_{0}}}\right)=-k_{A}\cdot {\frac {L}{u}}=-k_{A}\cdot \tau }
{\displaystyle c_{e}=c_{0}\cdot e^{-k_{A}\cdot \tau }}
Wird als Randbedingung der Reaktoreingang und ein beliebiger Ort {\displaystyle x} im Reaktor verwendet, ergibt sich dadurch der Konzentrationsverlauf entlang des Rohrreaktors wie folgt:
{\displaystyle c(x)=c_{0}\cdot e^{-k_{A}\cdot {\frac {x}{u}}}}